# 龙泉土家族乡 (德江县)
龙泉土家族乡是中华人民共和国贵州省铜仁市德江县下辖的一个民族乡。

## 行政区划
龙泉土家族乡下辖以下村级行政区划单位：
文新社区、良家坝村、居池坝村、岸山村、大石板村、前进村、牧羊岭村、国家山村、黄泥溪村、塘坝村、桃园村、邓家村和闹水村。